# Nagroda Ruth Lyttle Satter Prize w Matematyce
Nagroda Ruth Lyttle Satter w Matematyce, zwana także Nagrodą Satter, jest jedną z dwudziestu trzech nagród przyznawanych przez Amerykańskie Towarzystwo Matematyczne (AMS). Wręczana jest co dwa lata w uznaniu za wybitny wkład kobiety w badania matematyczne w ciągu ostatnich sześciu lat. Nagroda została ustanowiona w 1990 r. przez Joan Birman ku pamięci jej siostry, Ruth Lyttle Satter, zajmującej się głównie naukami biologicznymi i zwolenniczki równych szans kobiet w nauce. Po raz pierwszy przyznana została w 1991 r., ma na celu „uhonorowanie zaangażowania [Satter] w badania i zachęcenie kobiet do nauki”. Zwyciężczyni wybierana jest przez radę AMS na podstawie rekomendacji komisji selekcyjnej. Nagroda przyznawana jest w latach nieparzystych na konferencji Joint Mathematics Meetings, a związana jest z nią niewielka nagroda pieniężna. Od 2003 r. wysokość nagrody wynosi 5000$, natomiast od 1997 do 2001 roku było to 1200 $, wcześniej zaś 4000 $. Jeśli nagroda zostanie przyznana więcej niż jednej laureatce, nagroda pieniężna jest dzielona między odbiorczynie.
Do roku 2019 nagrodę przyznano 15 razy 16 różnym osobom. Pierwszą laureatką była Dusa McDuff, otrzymując nagrodę za prace w dziedzinie geometrii symplektycznej. Nagrodę łączoną przyznano tylko raz, w 2001, kiedy to otrzymały ją wspólnie Karen E. Smith oraz Sijue Wu. W 2013 laureatką nagrody została Marjam Mirzachani, która w 2014 jako pierwsza kobieta otrzymała Medal Fieldsa, który uważany jest za najwyższą możliwą nagrodę na świecie przyznawaną w matematyce (nagrody Nobla w tej dziedzinie nie są przyznawane). Obie nagrody otrzymała „za prace nt. geometrii powierzchni Riemanna i ich przestrzeni moduli”.
Association for Women in Science przyznaje nagrodę o podobnej nazwie, Ruth Satter Memorial Award, która jest nagrodą pieniężną w wysokości 1000 USD dla „wybitnej absolwentki, która przerwała naukę na co najmniej 3 lata, aby założyć rodzinę”.

## Zwyciężczynie
| Rok  | Zdjęcie              | Laureatka              | Uzasadnienie |
| ---- | -------------------- | ---------------------- | --- |
| 1991 | Dusa McDuff          | Dusa McDuff            | „za wybitną pracę w ciągu ostatnich pięciu lat nad geometrią symplektyczną” |
| 1993 | Lai-Sang Young       | Lai-Sang Young         | „za wiodącą rolę w badaniu statystycznych (lub ergodycznych) właściwości układów dynamicznych” |
| 1995 | Sun-Yung Alice Chang | Sun-Yung Alice Chang   | „za głęboki wkład w badanie równań różniczkowych cząstkowych na rozmaitościach Riemanna, a w szczególności za pracę nad ekstremalnymi problemami w geometrii spektralnej i zwartością metryk izospektralnych w ustalonej klasie konformalnej na zwartej 3-rozmaitości” |
| 1997 | Ingrid Daubechies    | Ingrid Daubechies      | „za głęboką i piękną analizę falek i ich zastosowań” |
| 1999 |                      | Bernadette Perrin-Riou | „za badania w dziedzinie teorii liczb dotyczące p-adycznych funkcji L i teorii Iwasawy” |
| 2001 |                      | Karen E. Smith         | „za wybitne prace w algebrze przemiennej” |
| 2001 | Sijue Wu             | Sijue Wu               | „za prace nad długotrwałym problemem w równaniu fali wodnej” |
| 2003 | Abigail Thompson     | Abigail Thompson       | „za wybitną pracę w topologii trójwymiarowej” |
| 2005 |                      | Svetlana Jitomirskaya  | „za pionierską pracę nad nieperturbacyjną quasiperiodyczną lokalizacją, w szczególności za wyniki w artykułach: 1. Svetlana Ya. Jitomirskaya, Metal-Insulator Transition for the Almost Mathieu Operator, „Annals of Mathematics”, 150 (3), 1999, s. 1159–1175, DOI: 10.2307/121066, ISSN 0003-486X, JSTOR: 121066 [dostęp 2020-06-28]. 2. oraz wraz z J. Bourgain J. Bourgain, S. Jitomirskaya, Absolutely continuous spectrum for 1D quasiperiodic operators, „Inventiones mathematicae”, 148 (3), 2002, s. 453–463, DOI: 10.1007/s002220100196, ISSN 1432-1297 [dostęp 2020-06-28] (ang.). |
| 2007 | Claire Voisin        | Claire Voisin          | „za głęboki wkład w geometrię algebraiczną, a w szczególności za ostatnie rozwiązania dwóch od dawna otwartych problemów: problemu Kodairy oraz hipotezy Greene’a” |
| 2009 | Laure Saint-Raymond  | Laure Saint-Raymond    | „za fundamentalną pracę nad granicami hydrodynamicznymi równania Boltzmanna w kinetycznej teorii gazów” |
| 2011 |                      | Amie Wilkinson         | „za niezwykły wkład w dziedzinę teorii ergodycznej częściowo hiperbolicznych układów dynamicznych” |
| 2013 | Maryam Mirzakhani    | Marjam Mirzachani      | „za głęboki wkład w teorię przestrzeni moduli powierzchni Riemanna” |
| 2015 | Hee Oh               | Hee Oh                 | „za fundamentalny wkład w dziedzinę dynamiki w przestrzeniach jednorodnych, dyskretnych podgrup grup Liego i zastosowania w teorii liczb” |
| 2017 |                      | Laura DeMarco          | „za fundamentalny wkład w dynamikę złożoną, teorię potencjału i rozwijającą się dziedzinę – dynamikę arytmetyczną” |
| 2019 |                      | Maryna Wiazowśka       | „za przełomową pracę w geometrii dyskretnej oraz za spektakularne rozwiązanie problemu upakowania kul w wymiarze ósmym” |
| 2021 |                      | Kaisa Matomäki         | „za prace (w dużej części napisane wraz z Maksymem Radziwiłłem), które w całkowicie nieoczekiwany i bardzo owocny sposób rozszerzyły dziedzinę funkcji multiplikatywnych w krótkich przedziałach, w szczególności za przełomowy artykuł Multiplicative functions in short intervals (Annals of Math. 183 (2016), 1015–1056).” |